# Френк Набарро
Френк Реджина́льд Ну́ньєс Наба́рро (англ. Frank Reginald Nunes Nabarro; 7 березня 1916, Лондон — 20 липня 2006, Париж) — південноафриканський фізик англійського походження, відомий своїм внеском у теорії дислокацій, пластичності та повзучості в металах. Рішучий противник апартеїду, автор значного доробку у фізиці твердого тіла й вищої освіти в Південно-Африканській Республіці. Член Лондонського королівського товариства.

## Походження й освіта
Френк Набарро народився 7 березня 1916 року в Лондоні в родині податкового інспектора Стенлі Нуньєса Набарро та шкільної вчительки Лії Коен. Його батько був нащадком західних сефардів, про що свідчить його прізвище Набарро, що означає «людина з Наварри» (провінція на півночі Іспанії), та ім'я Нуньєс («син Нуно»), яке дають кожній дитині в кожному поколінні західних сефардів. Це прізвище й ім'я, зрозуміло, успадкував і Френк.
З 7 до 14 років Френк Набарро навчався в школі ім. Метью Хамберстоуна в Кліторпсі в північно-східному графстві Лінкольншир, куди переїхали з ним та його молодшою сестрою батьки. Школа сповідувала традиції англіканської церкви. Під час навчання особлива увага надавалася ручній роботі по дереву та хімії. Перше Френку не дуже вдавалося, зате хімію він добре опанував. Тому, коли родина в 1930 році переїхала до Нотінгема і він продовжив навчання у Нотінгемській середній школі, то вибрав фізику в додаток до хімії для здачі екзамену на атестат. У школі він мав чудового викладача фізики Г. Е. Джорджа, який зумів настільки захопити його цим предметом, що завдяки глибоким знанням з фізики Френк отримав стипендію в Новому коледжі в Оксфорді. До того він намагався отримати стипендію в Трініті-коледжі в Кембриджі, проте під час іспиту з фізики витратив надто багато часу, намагаючись самостійно вивести рівняння Пуазейля для потоку рідини через циліндричну трубу, тому не встиг належним чином вирішити інші завдання.
У Новому коледжі Оксфордського університету Френк Набарро зрозумів, що сильною стороною його мислення є теоретичний аналіз, і тому наполегливо вивчав фізичні та математичні наукові дисципліни. У коледжі його тьюторами (наставниками) були: з математики — Е. Г. К. Пул, а з фізики — С. П. Маккаллум. Він відвідував й особливо цінував лекції Фредеріка Ліндемана, Ервіна Шредінгера, Френсіса Саймона, Оґастуса Лава. 1935 року він отримав диплом з відзнакою з математики, 1937 року — диплом з відзнакою з фізики, а 1938 року — ще один диплом з відзнакою з математики.
На останній рік навчання він виїхав до Бристоля для проведення досліджень у місцевому університеті. Там його робота під керівництвом професора Невіла Мотта, майбутнього лауреата Нобелівської премії з фізики, присвячена кількісній оцінці напруження текучості (плинності) сплавів, зміцнених дисперсійним твердненням, принесла йому оксфордський ступінь бакалавра наук, еквівалентний ступеню магістра наук у будь-якому іншому навчальному закладі. Ступеня магістра довелося чекати після завершення Другої світової війни до 1946 року.

## Професійна діяльність

### Англійський період
Свої дослідження у Бристольському університеті під керівництвом Невілла Мотта Френк Набарро розпочав з невдачі: через кілька місяців вивчення взаємодії стінок магнітних доменів з перешкодами він виявив, що проблема була вже вирішена німецькою дослідницькою групою Річарда Беккера. Мотт запропонував змінити тему дослідження на вивчення впливу взаємодії дислокацій із перешкодами на механічну міцність кристалічних тіл. Френк із запалом розпочав дослідження за новою тематикою. Результати досліджень у Бристолі були настільки успішними, що їх було опубліковано протягом 1940 року в чотирьох статтях. Потяг Набарро до квантової механіки знайшов відбиття у роботі з Гербертом Фрьоліхом про орієнтацію ядерних спінів у металах.
Інший напрямок досліджень Набарро, запропонований і керований Невілом Моттом — дислокаційні механізми пластичності й зміцнення матеріалів — став провідним у його подальшій науковій діяльності. 1940 року ця тематика перебувала у зародковому стані, оскільки визначальна роль дислокацій у пластичності металів була визнана тільки в 1934 році незалежно Джефрі Тейлором, Еґоном Орованом і Майклом Поланьї. Опубліковані Набарро у 1940 році статті за цим напрямком були оцінені науковою спільнотою як виняткове досягнення молодого фізика.
Надзвичайно перспективні дослідження Френка Набарро перервалися з початком Другої світової війни. Протягом усього періоду війни він працював в оперативно-дослідницькій групі Британської армії з протиповітряної оборони. Спочатку короткочасно був офіцером-дослідником у складі команди під керівництвом Патріка Блекетта (лауреат Нобелівської премії з фізики 1948 року), до якої входили Ендрю Філдінг Гакслі (лауреат Нобелівської премії з фізіології та медицини 1963 року), Арчибальд Гілл (лауреат Нобелівської премії з фізіології та медицини 1922 року) та Моріс Вілкс. Пізніше на посаді старшого інженера-дослідника він перейшов до команди під керівництвом південноафриканця Безіла Шонленда, який згодом став першим президентом (1945—1950) Ради наукових і промислових досліджень Південної Африки та керівником відділу досліджень Управління з атомної енергії Великої Британії. Під керівництвом Шонленда команда вивчала вплив попереднього бомбардування на ефективність захисту противника під час вторгнення і зробила значний внесок у застосування радарів для протиповітряної оборони. У цій команді, крім інших завдань, Набарро вивчав також ефективність зенітних снарядів, звернувши увагу Мотта на розв'язання проблеми дифракції, яка впливала на точність зенітних радіолокаційних станцій. На відзнаку заслуг перед Великою Британією у воєнний період Френка Набарро в 1946 році нагородили орденом Британської імперії.

Повоєнний склад кафедри фізики Бристольського університету на чолі з Невілом Моттом (перший ряд, шостий зліва), до якого входив молодий Френк Набарро (позаду праворуч від Мотта)

Після закінчення війни Френк Набарро отримав від Королівського товариства дослідницьку стипендію Воррена і відновив свої дослідження в Бристольському університеті в групі Мотта. Під час бристольського періоду Набарро досяг важливих успіхів у розвитку теорії пластичності металів та дислокаційної теорії зміцнення. Він описав атомну структуру дислокацій у кристалах, вивчав взаємодію між дислокаціями та звуковими хвилями й виконав фундаментальну переоцінку моделі Рудольфа Паєрлса для визначення сили опору кристалічної ґратки ковзанню дислокацій, яку відтоді називають напруженням Пайєрлса—Набарро. Ще одна важлива робота цього періоду описувала пропорційну залежність кількості однотипних дислокацій у скупченні перед перешкодою від прикладеного напруження зсуву. Хоча математичний вираз цієї залежності допоміг сформулювати професор математики Г. А. Гейлбронн, проте він відмовився від авторства, оскільки вважав, що виконав суто механічну роботу. Пізніше цей аналіз Набарро значно розширив у співпраці з Ф. С. Франком  і Дж. Д. Ешелбі у статті, опублікованій у 1951 році в журналі Philosophical Magazine. Стаття показувала визначальну роль напружень від скупчень дислокацій перед перешкодами в зміцненні та руйнуванні кристалів і мала далекосяжні наслідки, оскільки на неї посилалися усі наступні роботи та підручники з деформаційної поведінки кристалічних матеріалів. В іншому дослідженні Набарро звернув увагу на те, що в умовах високих температур під впливом прикладеного напруження відбувається термодинамічно стимульоване перетікання вакансій із розтягнутих ділянок зерна у стиснуті й, відповідно, дифузія атомів у зворотному напрямку спричиняє деформацію повзучості у напрямку розтягування. 1950 року, невдовзі після публікації ідеї Набарро, детальнішу версію опублікував  Коньєрс Геррінг , а явище отримало назву дифузійної повзучості Набарро—Герінга.
Завдяки вагомим результатам досліджень Набарро Німецьке товариство металознавців запросило його відвідати щорічні збори товариства у Штутгарті у вересні 1948 року в статусі почесного гостя. Набарро став одним із перших дослідників світового рівня, які відвідали зруйновану Німеччину. Його лекції щодо дислокаційних механізмів пластичності були сприйняті з великим зацікавленням і пошаною. Перекладачкою під час візиту була Доріс Кульманн-Вілсдорф, яка щойно здобула ступінь доктора філософії з матеріалознавства в Гетінгемському університеті. Ця зустріч поклала початок їхній дружбі й тісним науковим стосункам спочатку в Бристольському університеті в групі Мотта, а пізніше — в Південній Африці в Вітватерсрандському університеті. Ця дружба не перервалася і коли Кульманн-Вілсдорф разом з родиною переїхала в США, де викладала в університетах Пенсильванії та Вірджинії.
1949 року за попередньою домовленістю Мотта з Аланом Коттреллом Френк Набарро переїхав до Бірмінгема, де став читати лекції на факультеті металургії Бірмінгемського університету та проводити наукові дослідження в групі Коттрелла. Для молодого вченого це був потужний інтелектуальний стимул працювати в колективі таких видатних науковців, як Алан Коттрелл, Брюс Білбі, Рудольф Пайєрлс, Роберт Кан. У Бірмінгемі Набарро продовжив роботу над своєю монографією про теорію дислокацій, яку розпочав у Бристолі; доклав багато зусиль для розрахунку взаємодії коливань кристалічної ґратки та електронів провідності з дислокаціями; дав теоретичне обґрунтування закону Шміда, який визначає приведене напруження зсуву, після досягнення якого розпочинається пластична деформація монокристала; опублікував розлогий огляд математичної теорії стаціонарних дислокацій, використаний пізніше в його монографії. За наукові здобутки цього періоду в 1953 році Набарро надали звання доктора наук Бірмінгемського університету.

### Південноафриканський період
Десь через 6 років після завершення світової війни Безіла Шонленда попросили підшукати кандидатуру на посаду керівника кафедри фізики у Вітватерсрандському університеті Йоганнесбурга. Шонленд переконав Набарро переїхати в Південну Африку, де сподівалися, що керівництво кафедрою видатним науковцем стимулюватиме інтерес до розвитку досліджень матеріалів у країні. 1953 року, попри складну й непевну політичну ситуацію в Південно-Африканській Республіці (період узаконення апартеїду), Набарро разом із дружиною Делзіел й двома дітьми перебрався туди й очолив кафедру фізики Вітватерсрандського університету. Він вибрав цю пропозицію з-поміж інших, приваблений кліматом (старший син був астматиком) і підтримкою Шонленда. Набарро з дружиною мали намір залишатися в Африці п'ять—десять років, але залишилися на все життя.
Його кандидатуру на посаду керівника затвердила Рада наукових і промислових досліджень Південної Африки (CSIR) — африканська науково-дослідна організація, заснована у 1945 році для координації міждисциплінарних досліджень та технологічних інновацій, які б сприяли покращенню якості життя південноафриканців. CSIR визнала дослідницький відділ Набарро своїм відділом фізики твердого тіла (Solid State Physics Research Unit — SSPRU), який пізніше включили в науково-дослідну структуру університету.
Шонленд поставив перед Набарро завдання підняти стандарти фізичного профілю навчання й досліджень в університеті на міжнародний рівень, а це вимагало певних складних рішень, у першу чергу щодо підвищення рівня кадрового потенціалу кафедри. За кілька років керівництва кафедрою Набарро значно укріпив і розвинув науково-дидактичний склад кафедри фізики. Він створив групу, яка працювала з ним у галузі механічних властивостей матеріалів, однак не прагнув фаворизувати цей напрямок досліджень. Навпаки, завдяки його успішній кадровій політиці напрямки досліджень кафедри були диверсифіковані створенням відділів ядерної магнітно-резонансної спектроскопії, фізики низьких температур, оптичної спектроскопії, теоретичної фізики. Згодом відбулася експансія в суміжні галузі, такі як мессбауерівська спектроскопія, фізика високого тиску й теорія конденсованого середовища. Набарро стимулював створення підрозділу електронної мікроскопії, очоленого Джоном Метьюзом, який незабаром отримав визнання в дослідженнях епітаксії.
Френк Набарро володів визначною лекторською майстерністю. Його завжди ретельно підготовлені лекції були наповнені цікавими та корисними деталями, привертали увагу чіткістю викладу матеріалу, експресією та дотепністю лектора. Попри те, що лекції були складними й змушували думати, вони користувалися неабиякою популярністю серед студентів. Професор Набарро залучав талановиту студентську молодь до наукових досліджень. Він був дуже уважним і вирозумілим до студентів. Коли хтось із них звертався до нього із «сирою» науковою ідеєю, він довго й терпляче працював з ним, поступово перетворюючи цю ідею в професійну й цікаву для публікації роботу. При цьому він наполягав на дотриманні стандартів математичної строгості, наукової доброчесності, а кожен висновок підлягав його докладній верифікації. Низка результатів цих спільних досліджень була опублікована разом зі студентами та молодими однодумцями з університету. Багато з них пізніше досягли значних успіхів у своїй кар'єрі.
1960 року Френк Набарро обрали Почесним директором Дослідницького відділу фізики твердого тіла (SSPRU) Південної Африки, який відповідав за координацію спонсорованої дослідницької діяльності в університетах у співпраці з промисловими дослідницькими організаціями. Від початку діяльність SSPRU була розділена між базовою фізикою та проєктами, які мали безпосередній стосунок до економіки Південної Африки. Набарро залишався на цій посаді до 1984 року.
Обов'язки, пов'язані з керуванням кафедрою, відділом SSPRU, відбирали у Набарро час для власних наукових досліджень. Та завдяки неймовірним зусиллям він тримався на передньому краї свого наукового поля, повернувся до написання своєї монографії «Теорія дислокацій кристалів», роботу над якою започаткував у Великій Британії, і яка була надрукована в 1967 році. Книга стала важливим джерелом основних понять з теорії дислокацій протягом багатьох наступних років. У листі до Набарро від 8 березня 1968 року Еґон Орован писав:
|  | Книга чудова, приголомшлива. Я захоплююся вашими всебічним охопленням предмету і судженнями, котрі ставить вашу книгу на інший рівень порівняно з усіма іншими, які я знаю Оригінальний текст (англ.) The book is splendid, overwhelming. I admire your omniscience of the subject and judgment, which puts your book on a level different from all others I know |

Робота Набарро над теорією дислокацій привела його до ще двох напрямків наукових зацікавлень: дислокації в ниткоподібних кристалах (віскерах) та взаємодія дислокацій із лініями магнітних потоків у надпровідниках. Перший напрям він започаткував разом із П. Джексоном ще наприкінці 1950-х років, коли вони представили ретельний огляд механізмів росту ниткоподібних кристалів з аномально малою густиною дислокацій і, відповідно, з високою пружністю в Матеріалах міжнародної конференції «Ріст кристалів». Пізніше цей напрям продовжився тривалою співпрацею з Б. Ротберґ-Біббі та Д. МакЛакланом щодо вивчення надпровідності напружених олов'яних віскерів. Другий напрям, який Набарро досліджував разом з А. Квінтанілья, — це взаємодія дислокацій із лініями магнітного потоку в надпровідниках.
Набарро залишався керівником кафедри протягом 24 років (1953—1977). У період з 1968 року до 1970 року суміщав цю посаду з посадою декана факультету природничих наук університету. З 1968 року до 1977 року входив до складу Сенату університету. У 1978—1981 роках обіймав посаду заступника проректора (deputy Vice-Chancellor) університету й займався організаційною діяльністю: відповідав за академічний персонал, функціонування Сенату тощо. На цій посаді Набарро брав активну участь у формуванні протидії політиці апартеїду, проти якого він рішуче виступав. Саме в цей період уряд дозволив університету зараховувати на навчання студентів усіх рас, що потребувало академічного перепланування навчального процесу в зв'язку зі збільшенням контингенту студентів. Очолена ним команда у 1981 році представила «Академічний план», який передбачав, що до 2000 року половину студентського складу університету мали становити темношкірі студенти (фактично такої частки було досягнуто в 1997 році). Такий план став першим серед розроблених та реалізованих південноафриканськими університетами. За допомогою зовнішніх спонсорів Набарро сприяв координуванню програм, які допомагали цим студентам поглиблювати свої знання з математики, природничих наук та англійської мови для здобуття ними якісної освіти. Йому довелося вирішувати багато гострих проблем, пов'язаних із розширенням університету в несприятливому політичному контексті. Та він мав дивовижну здатність підтримувати контакти з людьми усього політичному спектру Південної Африки.
Набарро часто висловлював переконання, що університети — це спільноти вчених, які мають керуватися колегіально, без будь-якого впливу ззовні. Вони мають спрямовувати свої ресурси на вирішення проблем соціального значення і при цьому не ставати органом пропаганди будь-якого конкретного політика, руху чи партії.
За період з 1956 року до 1996 року Френка Набарро мали за честь приймати як візит-професора численні європейські та північноамериканські університети й наукові організації, такі як:
- 1956 — Національна дослідницька Рада, Оттава;
- 1959—1960 — Бристольський університет;
- 1964—1965 — Кейс-Вестерн-Резерв університет, Клівленд;
- 1966—1967 — Черчіль коледж, Кембрідж;
- 1969—1970 — Лондонський університет і Університет Сассексу
- 1970 — Геттінгенський університет;
- 1971 — Університет Париж-Південь;
- 1973—1974 — Університет Монпельє;
- 1977 — Університет Каліфорнії (Берклі);
- 1981—1982 — Робінсон коледж, Кембрідж;
- 1984 — Техніон, Хайфа;
- 1992 — університет Суонсі, Уельс;
- 1995 — Федеральна політехнічна школа Лозанни;
- 1996 — Університет Вірджинії.

### Пенсійний період та нові досягнення
Френк Набарро був дещо розчарований, коли в 1984 році Вітватерсрандський університет не поновив з ним контракту, проте він залишався активним членом спільноти університету, консультантом CSIR (1985—2004), щедрим на мудрі поради. Так, він доклав чимало зусиль, намагаючись переконати університет створити кафедру матеріалознавства та шукав пожертви для цього від потенційних донорів. На жаль, цього не сталося за його життя. У останні місяці свого життя він ратував за підтримку досліджень біоматеріалів та створення центру передового досвіду в галузі біоматеріалів. Результат був надзвичайно позитивний, і привів до національної конференція з біоматеріалів у вересні 2006 та інших заходів.
Лойісо Нонгкса (Loyiso Nongxa), віце-канцлер університету, вшановуючи Набарро на прощання, заявив:
|  | Він надихав покоління вчених і мав значний вплив на думку та напрямок цього університету. Він був відомий своїм блискучим розумом, гострим інтелектом, педантичністю та унікальним почуттям гумору Оригінальний текст (англ.) He was an inspiration to generations of scientists and he had a significant influence on the thought and direction of this university. He was renowned for his brilliant mind, sharp intellect, meticulousness and his unique sense of humour |

Після багатьох років адміністративної роботи Набарро насолоджувався своєю трансформацією у вченого, поверненням до чисто наукової діяльності, продовжуючи генерувати ключові ідеї у фізиці дислокацій. У наступні роки він звернув свою увагу на проблеми повзучості матеріалів та створення жароміцних суперсплавів, стійких до високотемпературної повзучості. Останній інтерес зрештою вилився в його нову монографію «Фізика повзучості й тривкі до повзучості сплави», яку він написав у співпраці з де Вільєрсом. Після завершення університетської діяльності аж до самої смерті Френк Набарро багато подорожував по всіх континентах, де відвідував наукові лабораторії, конференції, міжнародні зустрічі, читав лекції на міжнародних зустрічах. Його цінували за надзвичайну інтелектуальну силу, гострий розум і дотепність.

## Родинне життя
Зі своєю дружиною Маргарет Констанс Делзіел Набарро познайомився під час війни, коли працював у команді Безіла Шонленда. Маргарет була особистим асистентом Шонленда. Після кількох відмов Маргарет таки погодилася вийти заміж за Френка вже коли він працював на посаді наукового співробітника в Бристольському університеті. Шлюб вони взяли 25 червня 1948 року. У них народилося п'ятеро дітей: у Бірмінгемі — Девід і Рут, з якими вони переїхали до Південної Африки, де народилися ще Джонатан, Майрі та Ендрю. Подружжя мало 8 внуків та внучок.
Френк Набарро був висококультурною інтелігентною особою, відкритою до спілкування. У Південній Африці разом із дружиною Маргарет вони радо організовували у себе дома вечори, на які запрошували друзів, колег, співробітників, студентів, гостей зі світу. На таких зустрічах жваво обговорювали наукові проблеми, дискутували про політичні події, слухали музику. Не без впливу Маргарет, яка була знаним музикознавцем, він захоплювався класичною музикою. Коли 2 вересня 1997 року Маргарет померла, це стало важким ударом для Френка. Він втратив найближчу людини, підтримку якої відчував усе їхнє спільне життя. Не стало спільного захоплення класичною музикою. Але Набарро залишався почесним президентом Йоганесбурзького музичного товариства, а в пам'ять про Маргарет заснував фонд Делзіел Набарро Камерний Концерт.
Френк Набарро зберігав наукову й громадську активність до останніх днів життя. Лише за кілька місяців до смерті, попри серйозні проблеми зі здоров'ям, він відвідав Індію та Китай, редагував 13 і 14 томи започаткованої ним серії «Дислокації в твердих тілах» (Dislocations in Solids), планував відвідати на запрошення в листопаді 2006 року засідання Товариства з дослідження матеріалів у Бостоні, присвячене спеціальному випуску журналу Philosophical Magazine на його честь.
Помер Френк Набарро 20 липня 2006 року в госпіталі у віці 90 років.

## Визнання заслуг
За свою наукову й академічну діяльність професор Френк Набарро був удостоєний багатьох нагород і відзнак.
Після ордена Британської імперії (1946) в 1950 році Набарро відзначили Медаллю і премією Бейлбі від Інституту матеріалів, мінералів та гірництва за дослідження, які мали «виняткове практичне значення в прикладному матеріалознавстві». Пізніше Набарро нагородили медалями й преміями інших наукових інституцій:
- 1972 — Медаллю Південної Африки, Південноафриканська асоціація з розвитку науки;
- 1980 — золотою медаллю De Beers, Південноафриканський інститут фізики;
- 1988 — медаллю Гершеля, Королівське товариство Південної Африки;
- 1995 — золотою медаллю Robert Franklin Mehl, Американський інститут гірничих, металургійних і нафтових інженерів;
- 1997 — платиновою медаллю, Британський Інститут матеріалів, мінералів і гірництва (Institute of Materials, Minerals and Mining);

На знак визнання внеску в розвиток південноафриканської науки й освіти 2005 року президент Південної Африки Табо Мбекі нагородив Френка Набарро найвищою відзнакою — Орденом Мапунгубве.
1971 року Френка Набарро обрали членом Королівського наукового товариства. Він особливо пишався цим визнанням, оскільки на момент свого обрання став лише третім науковцем із Південної Африки, удостоєним цього звання. 1973 року його обрали почесним членом Королівського товариства Південної Африки, а з 1988 до 1991 року Набарро був його президентом; протягом кількох років був членом ради Південноафриканського інституту фізики, його віце-президентом (1956—1957), а з 1991 року — його почесним членом; був також членом-засновником Академії наук Південної Африки (1995); з 1998 року — почесним членом Товариства мікроскопії Південної Африки. Він був членом Науково-технічної Академії Південної Африки (SEASA) від моменту її створення, вбачаючи основну мету Аккадемії в мотивуванні малозабезпечених прошарків населення у країні до набуття професійних навичок у науці та інженерії. 1996 року Френк Набарро обрали іноземним асоційованим членом Національної інженерної академії США.
Серед інших нагород, він також отримав почесні докторські ступені (D.Scs) від університетів Вітватерсранда, Преторії, Кейптауна, КваЗулу-Натал. З 1996 року «За внесок в розуміння пластичності кристалів» Френк Набарро став Почесним науковим професором-стипендіатом Вітватерсрандського університету.

## Вибрані публікації
- N.F. Mott and F.R.N. Nabarro. An attempt to estimate the degree of precipitation hardening, with a simple model // Proceedings of the Physical Society. — 1940. — Т. 52, № 1. — С. 86—89. — DOI:10.1088/0959-5309/52/1/312.
- F.R.N. Nabarro. The influence of elastic strain on the shape of particles segregating in an alloy // Proceedings of the Physical Society. — 1940. — Т. 52, № 1. — С. 90—93. — DOI:10.1088/0959-5309/52/1/313.
- H. Fröhlich, F.R.N. Nabarro. Orientation of nuclear spins in metals // Proceedings of the Royal Society of London. Series A. — 1940. — Т. 175. — С. 382—391.
- F. R.  N.  Nabarro. The strains produced by precipitation in alloys // Proceedings of the Royal Society. Series A. — 1940. — Т. 175, вип. 963. — С. 519—537. — DOI:10.1098/rspa.1940.0072.
- F. R. N. Nabarro. The mechanical properties of metallic solid solutions // Proceedings of the Physical Society. — 1946. — Т. 58. — С. 669—676.
- F. R. N. Nabarro. Dislocations in a simple cubic lattice // Proceedings of the Physical Society. — 1947. — Т. 59, вип. 2. — С. 256—272. — DOI:10.1088/0959-5309/59/2/309.
- H. Fröhlich, F.R.N. Nabarro. Nuclear ferromagnetism // Physical Society Cambridge Conference Report. — 1947. — С. 129—134.
- F.R.N. Nabarro. Diffusion and precipitation in alloys // Symposium on Internal Stresses. — 1947. — С. 237—250.
- N.F. Mott, F.R.N. Nabarro. Dislocation theory and transient creep // Report of a Conference on the Strength of Solids (Bristol, U.K.). — 1948. — С. 1—19.
- F. R. N. Nabarro. Mechanical effects of carbon in iron // Report of a Conference on the Strength of Solids (Bristol, U.K.). — 1948. — С. 38—45.
- F. R. N. Nabarro. Deformation of Crystals by the Motion of Single Ions // Report of a Conference on the Strength of Solids (Bristol, U.K.). — 1948. — С. 75—90.
- F.R.N. Nabarro. Neuere englische Arbeiten über die Versetzungstheorie der Gleitung // Zeitschrift für Metallkunde. — 1949. — Т. 40. — С. 81—89.
- F.R.N. Nabarro. The Law of Constant Resolved Shear Stress in Crystal Plasticity // Philosophical Magazine. Series 7. — 1951. — Т. 42. — С. 213—214. — DOI:doi.org/10.1080/14786445108560989.
- F. R. N. Nabarro. The interaction of screw dislocations and sound waves // Proceedings of the Royal Society. Series A. — 1951. — Т. 209, вип. 1097. — ISSN 0080-4630. — DOI:https://doi.org/10.1098/rspa.1951.0203.
- J. D. Eshelby, F. Frank, F. Nabarro. The equilibrium of linear arrays of dislocations // Philosophical Magazine. Series 1. — 1951. — Т. 42. — С. 351—364. — DOI:10.1080/14786445108561060.
- F.R.N. Nabarro. The synthesis of elastic dislocation fields // Philosophical Magazine. Series 7. — 1951. — Т. 42, вип. 334. — С. 1224—1231. — DOI:https://doi.org/10.1080/14786444108561379.
- F.R.N. Nabarro. Mathematical theory of stationary dislocations // Advances in Physics. — 1952. — Т. 1, вип. 3. — С. 269—394. — DOI:https://doi.org/10.1080/00018735200101211.
- F.R.N. Nabarro, P. J. Jackson. Growth and Perfection of Crystals // Proceedings of an International Conference on Crystal Growth, Cooperstown, New York, John Wiley & Sons. — 1958. — С. 14−98.
- F.R.N. Nabarro , Z.S. Basinski, D.B. Holt. The plasticity of pure single crystals // Advances in Physics. — 1964. — Т. 13, вип. 50 (27 березня). — С. 193-323. — DOI:https://doi.org/10.1080/00018736400101031.
- F. R. N. Nabarro. Extended dislocations and the schmid law of resolved shear stress // The Philosophical Magazine: A Journal of Theoretical Experimental and Applied Physics. Series 8. — 1966. — Т. 14, вип. 130. — С. 861—866. — DOI:https://doi.org/10.1080/14786436608211978.
- F. R. N. Nabarro. Theory of crystal dislocations. — Clarendon Press, Oxford, 1967. — P. 822.
- F.R.N. Nabarro. The Force Between Misfit Dislocations // The Philosophical Magazine: A Journal of Theoretical Experimental and Applied Physics. Series 8. — 1970. — Т. 22, вип. 178. — С. 803—808. — DOI:https://doi.org/10.1080/14786437008220948.
- F.R.N. Nabarro, A.T. Quintanilha. The Interaction of Superconducting Flux Lines with Dislocations // Materials Research Bulletin. — 1970. — Т. 5, вип. 8. — С. 669—679. — DOI:doi.org/10.1016/0025-5408(70)90108-X.
- F. R. N. Nabarro. The theory of solution hardening // The Philosophical Magazine: A Journal of Theoretical Experimental and Applied Physics. — 1977. — Т. 35, вип. 3. — С. 613—622. — DOI:https://doi.org/10.1080/14786437708235994.
- F.R.N. Nabarro and E.J. Kostlan. The stress field of a dislocation lying in a plate // Journal of Applied Physics. — 1978. — Т. 49. — С. 5445–5448. — DOI:https://doi.org/10.1063/1.324511.
- F. R. N. Nabarro. Stress Equivalence in the Theory of Solution Hardening // Proceedings of the Royal Society of London. Series A, Mathematical and Physical Sciences. — 1982. — Т. 381, № 1781. — С. 285—292.
- F.R.N Nabarro. Work hardening and dynamical recovery of F.C.C. metals in multiple glide // Acta Metallurgica. — 1989. — Т. 37, вип. 6. — С. 1521—1546. — DOI:https://doi.org/10.1016/0001-6160(89)90122-3.
- F.R.N Nabarro. The mechanism of Harper-Dorn creep // Acta Metallurgica. — 1989. — Т. 37, вип. 8. — С. 2217—2222. — DOI:https://doi.org/10.1016/0001-6160(89)90147-8.
- F.R.N. Nabarro. Cottrell-stokes law and activation theory // Acta Metallurgica et Materialia. — 1990. — Т. 38, вип. 2. — С. 161—164. — DOI:https://doi.org/10.1016/0956-7151(90)90044-H.
- F.R.N. Nabarro. The dependence of activation enthalpy on stress in shear processes // Acta Metallurgica et Materialia. — 1991. — Т. 39, вип. 2. — С. 187—189. — DOI:https://doi.org/10.1016/0956-7151(91)90266-4.
- F.R.N. Nabarro. The superiority of superalloys // Materials Science and Engineering: A. — 1994. — Т. 184, вип. 2. — С. 167—171. — DOI:https://doi.org/10.1016/0921-5093(94)91029-4.
- F. R. N. Nabarro, F. de Villiers. Physics Of Creep And Creep-Resistant Alloys. — CRC Press, 1995. — P. 350.
- Frank R. N. Nabarro. Rafting in Superalloys // Metallurgical and Materials Transactions A. — 1996. — Т. 27. — С. 513–530. — DOI:https://doi.org/10.1007/BF02648942.
- F.R.N. Nabarro. The chemical driving force for rafting in superalloys // Scripta Materialia. — 1997. — Т. 37, № 4. — С. 497—501.
- F.R.N. Nabarro. Two-phase materials for high-temperature service // Intermetallics. — 2000. — Т. 8, вип. 9—11. — С. 979—985. — DOI:https://doi.org/10.1016/S0966-9795(00)00030-3.
- F.R.N. Nabarro. Complementary models of dislocation patterning // Philosophical Magazine A. — 2000. — Т. 80, вип. 3. — С. 759—764. — DOI:https://doi.org/10.1080/01418610008212080.
- J. W. Cahn, F.R. N. Nabarro. Thermal activation under shear // Philosophical Magazine A. — 2001. — Т. 81, вип. 5. — С. 1409—1426. — DOI:https://doi.org/10.1080/01418610108214448.
- F.R.N. Nabarro. Sequences of dislocation patterns // Materials Science and Engineering: A. — 2001. — Т. 317, вип. 1—2. — С. 12—16. — DOI:https://doi.org/10.1016/S0921-5093(01)01192-3.
- F. R. N. Nabarro. Creep at very low rates // Metallurgical and Materials Transactions A. — 2002. — Т. 33. — С. 213–218. — DOI:https://doi.org/10.1007/s11661-002-0083-8.
- F. R. N. Nabarro, L. M. Brown. The enumeration and transformation of dislocation dipoles I. The dipole strengths of closed and open dislocation arrays // Philosophical Magazine. — 2004. — Т. 84, вип. 3—5: Advances in Materials Plasticity. — С. 429—439. — DOI:https://doi.org/10.1080/14786430310001611662.
- L. M. Brown, F. R. N. Nabarro. The enumeration and transformation of dislocation dipoles II. The transformation of interstitial dipoles into vacancy dipoles in an open dislocation array // Philosophical Magazine. — 2004. — Т. 84, вип. 3—5: Advances in Materials Plasticity. — С. 441—450. — DOI:https://doi.org/10.1080/14786430310001611671.
- F.R.N. Nabarro. Distribution of solute atoms round a moving dislocation // Materials Science and Engineering: A. — 2005. — Т. 400–401. — С. 22—24. — DOI:https://doi.org/10.1016/j.msea.2005.03.046.
- F.R.N. Nabarro. Creep in commercially pure metals // Acta Materialia. — Т. 54, вип. 2. — С. 263—295. — DOI:https://doi.org/10.1016/j.actamat.2005.08.021.[23]